# Opopanax
- Commons
- Wikispecies

Opopanax é um género botânico pertencente à família Apiaceae.

## Espécies
O Opopanax inclui quatro espécies:
- Opopanax chironium
- Opopanax hispidus
- Opopanax persicus
- Opopanax siifolius

1. ↑  «Opopanax — World Flora Online». www.worldfloraonline.org. Consultado em 19 de agosto de 2020